# Samtgemeinde Boffzen
Boffzen er et amt (Samtgemeinde) beliggende i den sydlige del af Landkreis Holzminden, i den sydlige del af den tyske delstat Niedersachsen. Administrationen ligger i byen Boffzen.
Samtgemeinde Boffzen består af følgende kommuner:
1. Boffzen
2. Derental
3. Fürstenberg
4. Lauenförde